# Liste der Bodendenkmäler in Hirschau
Auf dieser Seite sind die Bodendenkmäler in der Oberpfälzer Stadt Hirschau zusammengestellt. Diese Tabelle ist eine Teilliste der Liste der Bodendenkmäler in Bayern. Grundlage ist die Bayerische Denkmalliste, die auf Basis des Bayerischen Denkmalschutzgesetzes vom 1. Oktober 1973 erstmals erstellt wurde und seither durch das Bayerische Landesamt für Denkmalpflege geführt wird. Die folgenden Angaben ersetzen nicht die rechtsverbindliche Auskunft der Denkmalschutzbehörde.

## Bodendenkmäler in Hirschau
| Lage                | Objekt | Akten-Nr.     | Bild |
| ------------------- | --- | ------------- | ---- |
| Hirschau (Standort) | Untertägige Befunde der abgegangenen Dorfkapelle in Untersteinbach. | D-3-6337-0031 |      |
| Hirschau (Standort) | Vorgeschichtlicher Bestattungsplatz mit Grabhügel. | D-3-6437-0001 |      |
| Hirschau (Standort) | Hohlwegebündel einer mittelalterlichen Altstraße. | D-3-6437-0002 |      |
| Hirschau (Standort) | Mesolithische Freilandstation, hallstattzeitliche Siedlung. | D-3-6437-0007 |      |
| Hirschau (Standort) | Mesolithische Freilandstation, vorgeschichtliche Siedlung. | D-3-6437-0027 |      |
| Hirschau (Standort) | Archäologische Befunde des Mittelalters und der frühen Neuzeit im Bereich der katholischen Kirche St. Michael in Ehenfeld mit zugehöriger Kirchenbefestigung.                                              | D-3-6437-0031 |      |
| Hirschau (Standort) | Archäologische Befunde des frühneuzeitlichen Schlosses und der mittelalterlichen Burg von Hirschau. | D-3-6437-0037 |      |
| Hirschau (Standort) | Archäologische Befunde des Mittelalters und der frühen Neuzeit im historischen Stadtkern von Hirschau. | D-3-6437-0038 |      |
| Hirschau (Standort) | Hohlwegebündel einer mittelalterlichen Altstraße (Goldene Straße). | D-3-6437-0041 |      |
| Hirschau (Standort) | Archäologische Befunde im Bereich der katholischen Pfarrkirche Mariä Himmelfahrt in Hirschau, darunter die Spuren von Vorgängerbauten bzw. älteren Bauphasen.                                              | D-3-6437-0045 |      |
| Hirschau (Standort) | Archäologische Befunde des Mittelalters und der frühen Neuzeit im Bereich der katholischen Nebenkirche Hl. Vierzehn Nothelfer in Hirschau, darunter die Spuren von Vorgängerbauten bzw. älteren Bauphasen. | D-3-6437-0046 |      |
| Hirschau (Standort) | Archäologische Befunde der mittelalterlichen Stadtbefestigung von Hirschau, darunter die untertägigen Spuren von drei abgebrochenen Toren.                                                                 | D-3-6437-0050 |      |
| Hirschau (Standort) | Untertägige Befunde der abgegangenen Dorfkapelle in Obersteinbach. | D-3-6437-0053 |      |
| Hirschau (Standort) | Untertägige Befunde der abgegangenen Kapelle Maria Hilf (1766–1923) in Massenricht. | D-3-6437-0054 |      |
| Hirschau (Standort) | Archäologische Befunde und Funde im Bereich der katholischen Filialkirche Mariä Opferung in Weiher, darunter die Spuren von Vorgängerbauten bzw. älteren Bauphasen.                                        | D-3-6437-0060 |      |
| Hirschau (Standort) | Mesolithische Freilandstation. | D-3-6437-0061 |      |
| Hirschau (Standort) | Mesolithische Freilandstation. | D-3-6437-0062 |      |
| Hirschau (Standort) | Mesolithische Freilandstation. | D-3-6437-0063 |      |
| Hirschau (Standort) | Mesolithische Freilandstation. | D-3-6437-0064 |      |
| Hirschau (Standort) | Mesolithische Freilandstation. | D-3-6437-0065 |      |
| Hahnbach (Standort) | Mesolithische Freilandstation. | D-3-6437-0071 |      |
| Hirschau (Standort) | Mittelalterliche Wüstung mit abgegangener Kirche. | D-3-6437-0073 |      |
| Hahnbach (Standort) | Bestattungsplatz der mittleren Bronzezeit mit Grabhügeln. | D-3-6437-0074 |      |
| Hirschau (Standort) | Siedlungsbefunde des Mittelalters und der frühen Neuzeit. | D-3-6439-0105 |      |